# Karen Fujii
Karen Fujii (藤井 夏恋 Fujii Karen)  es una cantante, bailarina, modelo y actriz japonesa, quien es miembro de los grupos  Happiness, E-girls y Shuukaren y modelo exclusiva para las revistas JJ y Nicola.
Fujii es representa por LDH. Su hermana es Shuuka Fujii, también miembro de E-girls. Su  hermano es el integrante de Johnny West, Ryusei Fujii.

## Carrera

### Pasarelas
| Año  | Título                  | Temporada          |
| ---- | ----------------------- | ------------------ |
| 2011 | Tokyo Girls Collection  | Otoño / Invierno   |
| 2012 | point spring collection |                    |
| 2013 | Colección Kansai        | Primavera / Verano |
| 2014 | Kobe Colección          | Primavera / Verano |
| 2014 | Tokyo Runway            | Primavera / Verano |
| 2015 | Girls Award             | Otoño / Invierno   |

### Programas
| Año  | Título   | Red      | Notas |
| ---- | -------- | -------- | ----- |
| 2012 | Odori-ba | TV Tokyo | MC    |

### Internet
| Año  | Título      | Sitio web | Notas                   |
| ---- | ----------- | --------- | ----------------------- |
| 2009 | nicola-chan | goomo     | participación ocasional |

### Catálogos
| Año  | Título             |
| ---- | ------------------ |
| 2012 | Kyoto Kimono Yuzen |

### Vídeos musicales
| Año  | Título                                           |
| ---- | ------------------------------------------------ |
| 2008 | Exilio "24 kilates de tipo EX- (Kodomo Versión)" |

### Series
| Año  | Título                              | Papel            | Red | Notas      |
| ---- | ----------------------------------- | ---------------- | --- | ---------- |
| 2014 | A Perfect Day for Love Letters      | Fumiko Kobayashi | NTV | Episodio 5 |
| 2015 | High & Low: The Story Of S.W.O.R.D. | Lara             | NTV |            |

### Películas
| Año  | Título                | Papel |
| ---- | --------------------- | ----- |
| 2016 | Road To High & Low    | Lara  |
| 2016 | High & Low: The Movie | Lara  |